# HD 130322 b
HD 130322 b (Eiger) – planeta pozasłoneczna o masie zbliżonej do masy Jowisza. Okrąża swoją gwiazdę w odległości 1/4 odległości Merkurego od Słońca, więc jest gorącym jowiszem. Jej odkrycie ogłoszono w 2000 roku.

## Nazwa
Planeta ma nazwę własną Eiger, pochodzącą od szczytu w Alpach Berneńskich. Nazwa została wyłoniona w konkursie zorganizowanym w 2019 roku przez Międzynarodową Unię Astronomiczną w ramach stulecia istnienia organizacji. Uczestnicy ze Szwajcarii mogli wybrać nazwę dla tej planety. Spośród nadesłanych propozycji zwyciężyła nazwa Eiger dla planety i Mönch dla gwiazdy.